# Fusicladium intermedium
Fusicladium intermedium är en svampart som först beskrevs av Crous & W.B. Kendr., och fick sitt nu gällande namn av Crous 2007. Fusicladium intermedium ingår i släktet Fusicladium och familjen Venturiaceae.   Inga underarter finns listade i Catalogue of Life.